# بخش پیتیوی‌ار
بخش پیتیوی‌ار (به فرانسوی: Arrondissement de Pithiviers) یک بخش در فرانسه است که در لوآره واقع شده‌است.